# 埃癸斯托斯
埃癸斯托斯（希臘語：Αίγισθος）。希腊神話人物之一，阿伽门农的堂兄弟，克吕泰涅斯特拉的情人，曾密谋害死阿伽门农。为堤厄斯忒斯与其女佩羅匹婭为推翻阿特柔斯所生。后佩羅匹婭归于阿特柔斯，故被阿特柔斯误认为己出。曾参加刺杀堤厄斯忒斯之行动，后者却将其所用之剑（为菲洛庇亚所传堤厄斯忒斯）而父子相认。两人因此联合清除了阿特柔斯，取得了迈锡尼王位，并将阿伽门农和墨涅拉俄斯均成功地予以驱逐。而最后被俄瑞斯忒斯所杀